# Список об'єктів Світової спадщини ЮНЕСКО в Північній Кореї
Список об'єктів Світової спадщини ЮНЕСКО у Північній Кореї станом на 2013 рік містить 2 об'єкти культурного типу.

## Розташування об'єктів
| Гробниці Когурьо Кесонclass=notpageimage\| Об'єкти Світової спадщини на мапі КНДР |

## Список
| № | Зображення | Назва                                          | Розташування                                                 | Час створення  | Рік внесення до списку | №                                                   | Критерії       |
| - | ---------- | ---------------------------------------------- | ------------------------------------------------------------ | -------------- | ---------------------- | --------------------------------------------------- | -------------- |
| 1 |            | Комплекс гробниць Когурьо (кор. 고구려 고분군) | Пхеньян Південна провінція Пхьонан Південна провінція Хванхе | —              | 2004                   | 1091 [Архівовано 26 грудня 2018 у Wayback Machine.] | i, ii, iii, iv |
| 2 |            | Історичні пам'ятки та місця Кесона             | Південна провінція Хванхе                                    | X—XIV століття | 2013                   | 1278 [Архівовано 26 грудня 2018 у Wayback Machine.] | ii, iii        |